# SNB Eb 3/4
Bei der Eb 3/4 der Schweizerischen Nationalbahn (SNB) handelt es sich um eine Tenderdampflokomotive, die 1875 beschafft wurde. Die Lokomotive wurde von der Schweizerischen Lokomotiv- und Maschinenfabrik in Winterthur zu einem Kaufpreis von 59 000.- Schweizer Franken bezogen.
Sie unterscheidet sich von der SNB Ed 3/4 nur durch den unterschiedlichen Treibraddurchmesser (1600 mm statt 1300 mm) und der unterschiedlichen Anzahl Siederrohre im sonst baugleichen Kessel, die meisten Bauteile waren unter diesen Maschinen austauschbar. Sie wurden 1880 endgültig, nach dem Konkurs der Bahnverwaltung 1878, von der Schweizerischen Nordostbahn (NOB) übernommen.

## Allgemeines
Bei der Tendermaschine des Typs «Mogul» handelt es sich um die Ersten in der Schweiz, die ab Fabrik in dieser Achsfolge geliefert wurden. Der Beschaffung ging ein technischer Streit zwischen der SLM und dem Eisenbahndepartement über die vermeintlich gefährdete Betriebssicherheit voraus. So mussten bei der Laufachse radiale verschiebbare Achsbüchsen eingebaut werden.
Das Resultat der Konstruktion zeigte aber, dass die Befürchtungen des Eisenbahndepartements unbegründet waren. Denn die Lokomotive hat einen sehr ruhigen Lauf, dies auch weil sie keine überhängenden Zylinder besaß.

## Technisches
Die für den Personenzugdienst gebaute Tenderlokomotive leistet bei 45 km/h  eine Zugkraft von 3300 kg, bei einer Leistung von 550 PS. Der Kessel hatte einen Dampfdom, auf dem sich das Ramsbottonsicherheitsventil befand. Die Schieberregulatoren befanden sich im Zweigrohr vor dem Dampfdom, an dem sich die aussen herabgeführten Einströmrohre befanden. Die beiden Zylinder befanden sich direkt darunter, und somit hinter der Rauchkammer. Zwischen dem tief herabgezogenen Innenrahmen befand sich ein grosser 5 m³ fassende Wasserbehälter, dessen Einfüllöffnung sich vor der Rauchkammer befand. Der Kohlevorrat von 1,5 Tonnen wurde in einem sich hinter dem Führerhaus befindlichen Kasten mitgeführt. Die Tragfedern der Laufachse und der ersten Kuppelachse waren über dem Rahmen angebracht und durch Zugstangen und Winkelhebel verbunden. Die Federung der zweiten Kuppelachse, die zugleich die Treibachse war, und der dritten Kuppelachse waren unter den Lagern aufgehängt. Das Aussentriebwerk war mit einer Steuerung der Bauart Walschert versehen, die über Schraube und Rad umgestellt wurde. Die vierklötzige Spindelbremse wirkte auf die beiden hinteren Achsen. Der Sandkasten war als viereckiger Kasten ausgebildet und befand sich um den Dampfdom. Es war eine Dampfheizung eingebaut. Sie erhielten als erste Lokomotiven der NOB eine durchgehende Bremse. Diese war zuerst die 1883 von Adolf Klose erfundene Klose'sche Federbremse mit Dampfentbremsung. In den Jahren 1885/86 wurden diese bei sechs Maschinen durch eine Wegner'sche automatische Druckluftbremseinrichtung versehen. Zeitgleich erhielten die anderen sechs Maschinen eine nicht automatische Schleifer'sche Druckluftbremse, diese wurde 1889 durch die Wegnerbremse ersetzt. Die Hauptluftbehälter waren röhrenförmig auf den Umlaufblechen angebracht.
| SNB bis 1880 | NOB 1880–1895 | NOB 1895–1902 | Fabrik- nummer | Baujahr | Hersteller | Ausrangiert | Bemerkungen |
| ------------ | ------------- | ------------- | -------------- | ------- | ---------- | ----------- | ----------- |
| 4            | 261           | 151           | 77             | 1875    | SLM        | 1896        |             |
| 6            | 262           | 152           | 79             | 1875    | SLM        | 1897        |             |
| 8            | 263           | 153           | 81             | 1875    | SLM        | 1896        |             |
| 10           | 264           | 154           | 107            | 1876    | SLM        | 1898        |             |
| 11           | 265           | 155           | 108            | 1876    | SLM        | 1898        |             |
| 12           | 266           | 156           | 109            | 1876    | SLM        | 1899        |             |
| 13           | 267           | 157           | 110            | 1876    | SLM        | 1899        |             |
| 14           | 268           | 158           | 114            | 1877    | SLM        | 1899        |             |
| 15           | 269           | 159           | 115            | 1877    | SLM        | 1900        |             |
| 16           | 270           | 160           | 116            | 1877    | SLM        | 1900        |             |
| 17           | 271           | 161           | 117            | 1877    | SLM        | 1901        |             |
| 18           | 272           | 162           | 118            | 1877    | SLM        | 1899        |             |